# 大庭鶏塚古墳
大庭鶏塚古墳（おおばにわとりづかこふん）は、島根県松江市大庭町にある古墳。形状は方墳。山代・大庭古墳群を構成する古墳の1つ。国の史跡に指定されている（指定名称は「大庭鶏塚」）。

## 概要
| 古墳名         | 墳形       | 埋葬施設    | 築造時期    | 史跡指定 |
| -------------- | ---------- | ----------- | ----------- | -------- |
| 大庭鶏塚古墳   | 造出付方墳 | 不明        | 6c前半-中葉 | 国の史跡 |
| 山代二子塚古墳 | 前方後方墳 | 横穴式石室? | 6c中葉-後半 | 国の史跡 |
| 山代方墳       | 方墳       | 石棺式石室  | 7c初頭      | 国の史跡 |
| 山代原古墳     | 方墳       | 石棺式石室  | 7c前半      | なし     |

島根県東部、松江市南郊の茶臼山西麓の微高地（乃木段丘）において、南から延びる舌状台地の先端部を切断して築造された大型方墳である。山代二子塚古墳・山代方墳・山代原古墳とともに、大型後期古墳群である山代・大庭古墳群を形成する。墳丘上はかつて畑地として利用されて改変されているほか、1978年（昭和53年）に墳丘周囲の発掘調査が、1990年度（平成2年度）に墳丘測量調査が実施されている。
墳丘は改変を受けており、現在の墳形は菱形に近い方形を呈し、東西41メートル・南北43メートル・高さ9メートルを測るが、元は一辺45メートル以上と推定される。墳丘は2段築成（現在の見かけは3段築成）で、下段は地山の削り出しによる。墳丘外表では各段斜面に石垣状の葺石が認められるほか、円筒埴輪片・須恵器（器台・甕）が出土している。墳丘の西辺・南辺には造出を付す。また墳丘西側には周溝が認められている。埋葬施設は未調査のため明らかでない。
築造時期は、古墳時代後期の6世紀前半または中葉（TK10型式期）頃と推定される。山代・大庭古墳群では最初の築造と位置づけられ、当該時期の出雲地方東部の最高首長墓と位置づけられる古墳になる。
古墳域は1924年（大正13年）に国の史跡に指定されている。

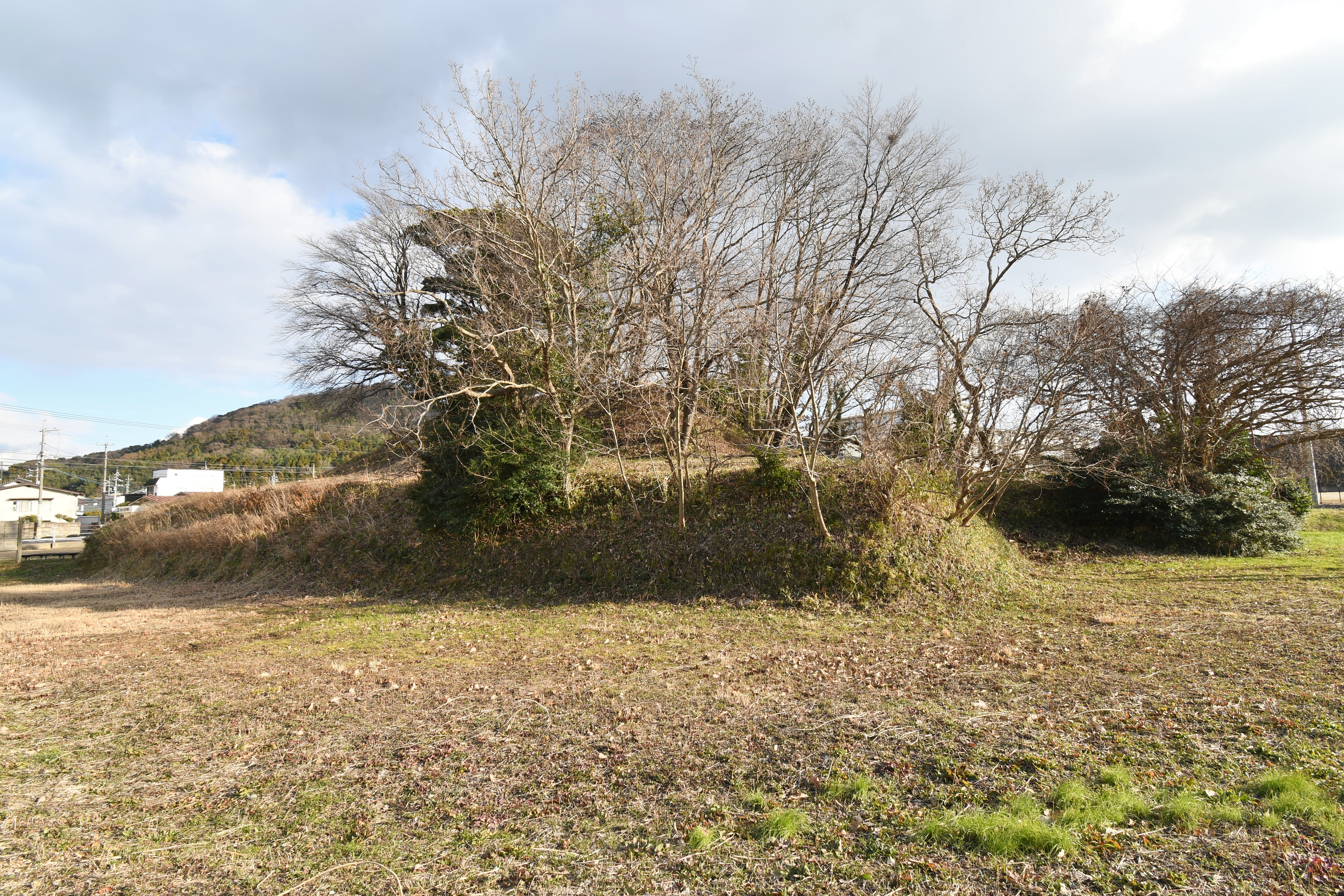
墳丘（右に西造出）
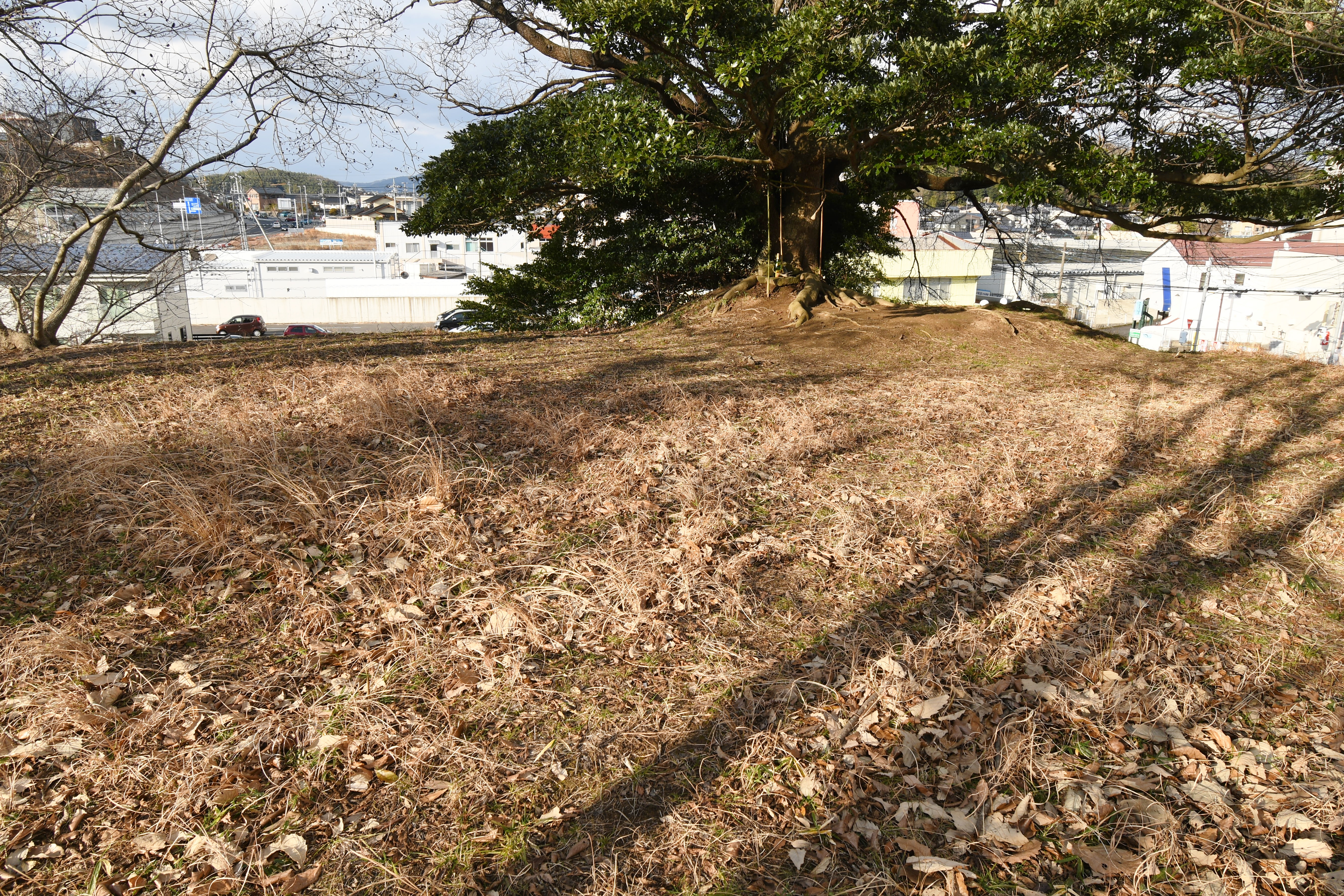
墳頂
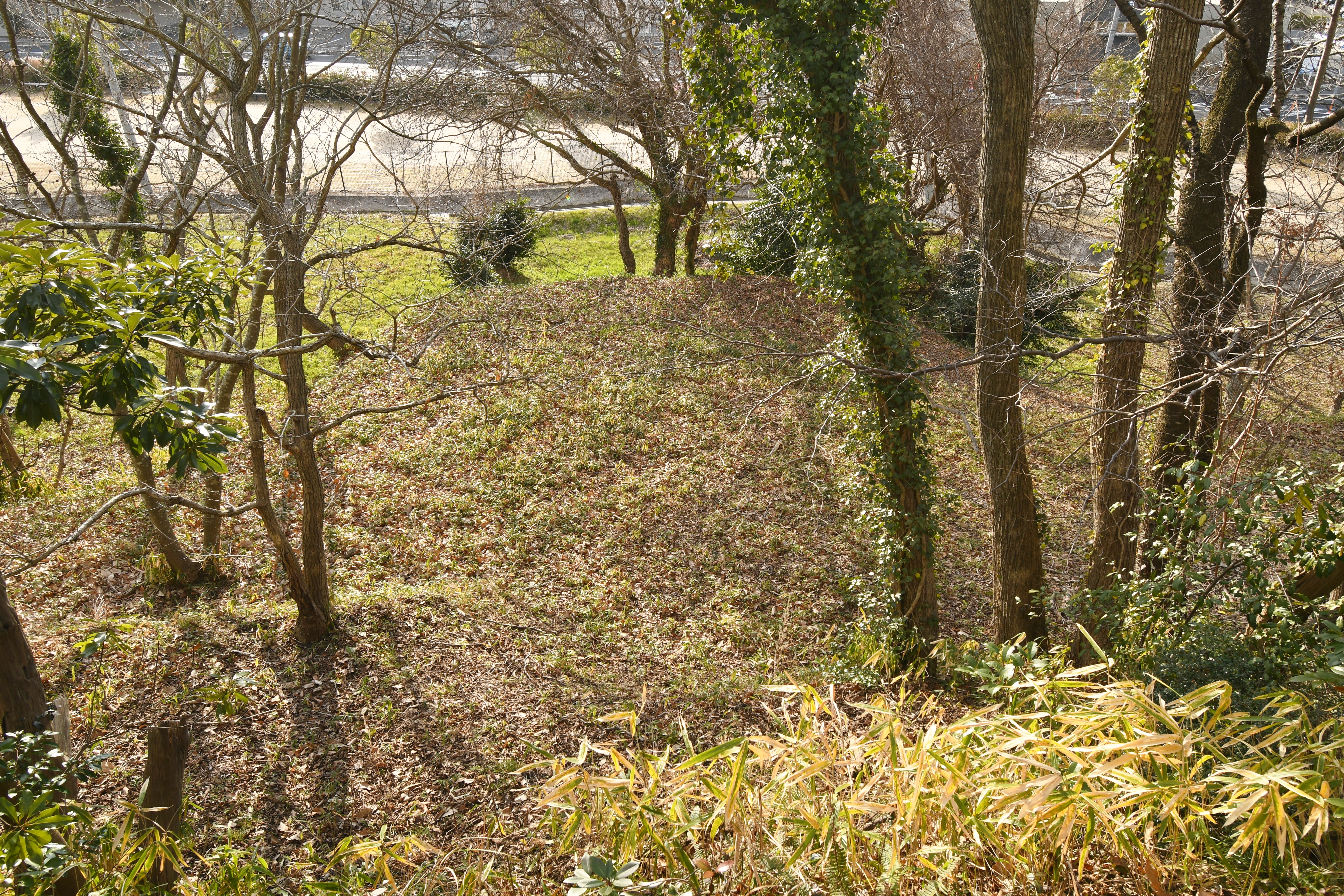
西造出
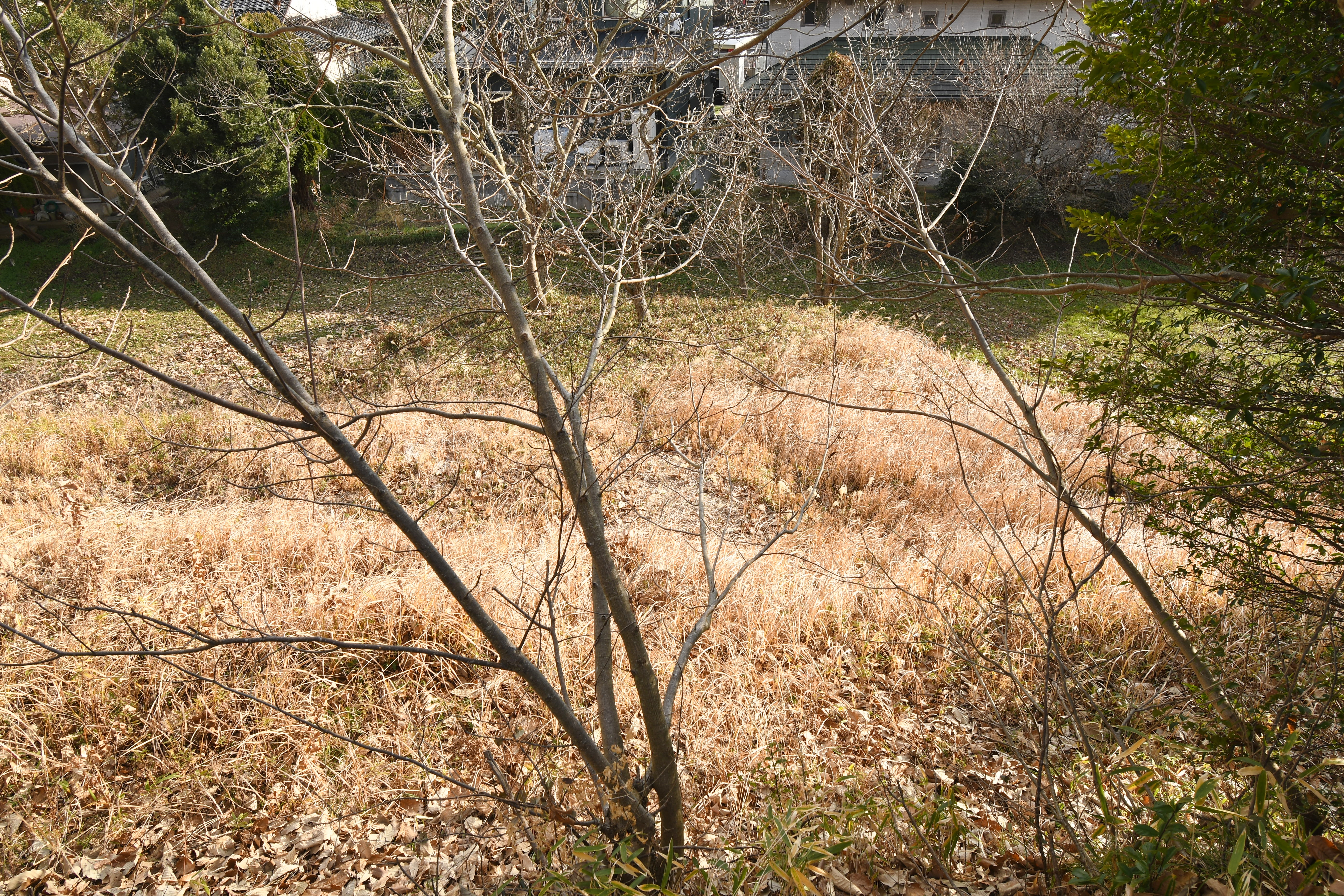
南造出

## 遺跡歴
- 1918年（大正7年）、梅原末治が学会に紹介[6]。
- 1924年（大正13年）12月9日、「大庭鶏塚」として国の史跡に指定（山代二子塚古墳と同時）[7]。
- 1978年（昭和53年）、範囲確認調査：墳丘周囲の周溝確認調査（松江市教育委員会、1979年に報告）[6]。
- 1990年度（平成2年度）、墳丘測量調査（島根県教育委員会、1993年に報告）[8]。

## 文化財

### 国の史跡
- 大庭鶏塚 - 1924年（大正13年）12月9日指定[7]。

## 関連施設
- ガイダンス山代の郷（松江市大庭町）

## 関連文献
（記事執筆に使用していない関連文献）
- 梅原末治「丹波國南桑田郡篠村の古墳（殊に方形墳に就て）」『考古學雜誌』第9巻第1号、考古學會、1918年9月、11-34頁。
- 「大庭鶏塚」『島根の文化財』 第3集、島根県教育委員会、1963年。 - リンクは奈良文化財研究所「全国文化財総覧」。